# Wzgórza Krakowa
| lp. | Wzgórze                           | Wysokość bezwzględna (m n.p.m.) | Masyw                 | Pasmo             | Dzielnica             |
| --- | --------------------------------- | ------------------------------- | --------------------- | ----------------- | --------------------- |
| 1   | Sowiniec                          | 358                             | Pasmo Sowińca         | Pomost Krakowski  | VII Zwierzyniec       |
| 2   | Pustelnik                         | 352                             | Pasmo Sowińca         | Pomost Krakowski  | VII Zwierzyniec       |
| 3   | Ostra Góra                        | 341                             | Pasmo Sowińca         | Pomost Krakowski  | VII Zwierzyniec       |
| 4   | Srebrna Góra                      | 326                             | Pasmo Sowińca         | Pomost Krakowski  | VII Zwierzyniec       |
| 5   | Sikornik                          | 296                             | Pasmo Sowińca         | Pomost Krakowski  | VII Zwierzyniec       |
| 6   | Góra św. Bronisławy               | 308                             | Pasmo Sowińca         | Pomost Krakowski  | VII Zwierzyniec       |
| 7   | Wielogóra (Guminek)               | 293                             | Wzgórza Tynieckie     | Pomost Krakowski  | VIII Dębniki          |
| 8.1 | Grodzisko                         | 282                             | Wzgórza Tynieckie     | Pomost Krakowski  | VIII Dębniki          |
| 8.2 | Kozobica                          | 282                             | Wzgórza Tynieckie     | Pomost Krakowski  | VIII Dębniki          |
| 9   | Łysa Góra                         | 276                             | Pasmo Sowińca         | Pomost Krakowski  | VII Zwierzyniec       |
| 10  | Kaim                              | 265                             | -                     | Pomost Krakowski  | XII Bieżanów-Prokocim |
| 11  | Góra Madera                       | 261                             | -                     | Pomost Krakowski  | XI Podgórze Duchackie |
| 12  | Góra Kościelnicka (Góra Wrzodowa) | 246                             | Wzgórza Krzesławickie | Wyżyna Miechowska | XVIII Nowa Huta       |